# 築山古墳 (糸島市)
築山古墳（つきやまこふん）は、福岡県糸島市三雲にある古墳。古墳時代中期築造と推定される帆立貝式の前方後円墳である。墳丘はかなり削平されているが、かつては全長60メートルあったと推定され、斜面には葺石が施されている。前方部の長さ約15メートル、後円部の直径は約49メートル、高さ約8メートル。盾形の周濠が廻らされており、周濠を含むと全長は約105メートルとなる。墳丘上には十一面観音を祀る堂が建立されている。
北に約100メートル離れて、端山古墳（はやまこふん：前方後円墳、推定全長80メートル、古墳時代前期）が存在する。
これらの古墳は、細石神社の北東約200メートルの所にあり、さらに、北西約1キロメートルには平原遺跡がある。付近は魏志倭人伝の伊都国の主要な地域と考えられている。
古墳に葬られた人物は、伊都国王に代わってこの地域を支配した、大和政権と深い関係を持つ豪族であろうと考えられている。築山古墳、端山古墳とも、埋葬施設の発掘調査は未実施である。